# Fortalesa de Mehrangarh
La fortalesa de Mehrangarh, localitzada a la ciutat de Jodhpur, a l'estat de Rajasthan, és una de les fortaleses més majestuoses de l'Índia. Se situa en un turó a 125 m damunt la ciutat i està envoltada de gruixudes parets.
Es va projectar l'any 1459 per Rao Jodha, fundador de Jodhpur. Tanmateix, la majoria de l'estructura existent és del període de Jaswant Singh (1638-1678). Les parets del fort tenen una alçada de 36 m per 21 m d'ample.
El museu recull una exquisida col·lecció de palanquins, bressols reials, miniatures, instruments musicals, vestits i mobiliari. Les seves muralles no sols conserven una part dels canons originaris excel·lentment conservats, sinó també una vista impressionant sobre la ciutat.